# Romanzo ipertestuale
Il termine romanzo ipertestuale in letteratura indica le opere ottenute dalla commistione tra romanzo e ipertesto. In qualche modo queste opere sono chiamate anche iperromanzi, come erano stati definiti da Italo Calvino prima dell'uscita dell'ipertesto dagli ambienti di ricerca. In genere con il termine iperromanzo si vuole indicare il contenuto corrispondente a certe caratteristiche di complessità, sia esso sviluppato su libro oppure su un supporto informatico; con il termine romanzo ipertestuale si indica invece la modalità elettronica e ipertestuale dell'opera di narrativa, in qualche modo indipendentemente dai suoi contenuti. Un iperromanzo realizzato in forma di romanzo ipertestuale riesce a raggiungere la sua forma più compiuta, evidenziando tramite collegamenti ipertestuali tutti i legami che sono intrinseci a un'opera di questo tipo ha assunto un significato più specifico e legato non solo ai contenuti del romanzo ma anche alla sua forma.
Nei romanzi ipertestuali il lettore può leggere il contenuto di una pagina (mutuando un termine di Roland Barthes tale unità di testo è stata chiamata lessìa) e, per poter proseguire la lettura, si trova a dovere scegliere quale collegamento seguire per passare alla pagina (lessia) successiva, in tale modo realizzando un proprio percorso personale all'interno della serie di elementi predisposti e tra di loro relazionati dall'autore. 
Quando i romanzi ipertestuali sono realizzati con supporti informatici possono anche includere suoni, immagini, filmati e altre applicazioni, diventando così dei romanzi ipertestuali multimediali (in inglese anche chiamati hypermedia). Un romanzo ipertestuale, se costruito con una struttura complessa e a maglia, e non banalmente con una sequenza di pagine legate tra di loro in modo sequenziale, automaticamente realizza alcuni dei punti indicati da Calvino come caratteristici dell'iperromanzo.

## Esempi precoci di narrativa ipertestuale
I primi romanzi ipertestuali sono stati realizzati in forma di libro quando ancora l'ipertesto non era uscito dallo stato di studio teorico e comunque non era di pubblico dominio. Le prime realizzazioni conosciute di una certa importanza sono Pale Fire (in italiano Fuoco Pallido) di Vladimir Nabokov (1962) e Rayuela, tradotto in italiano con Il gioco del mondo (Rayuela) di Julio Cortázar (1963). Come detto entrambi  sono realizzati in forma di libro e, grazie a dei rimandi interni, permettono di superare il vincolo della sequenzialità della lettura delle pagine.
In ambito più popolare sono stati pubblicati dei libri-gioco realizzati in modo che il lettore impersoni un personaggio della storia che, al termine di ogni breve brano scritto, si trovi a dovere scegliere all'interno di una lista di possibilità, ognuna delle quali lo rimanderà a un nuovo brano da leggere che prosegue la storia conseguente alla scelta effettuata.

## Narrativa ipertestuale su computer
Per ciò che riguarda la narrativa ipertestuale su computer le prime realizzazioni sono precedenti allo sviluppo del World Wide Web e utilizzavano software come Storyspace e Hypercard. Una delle prime realizzazioni che ha raggiunto una certa notorietà è afternoon, a story, di Michael Joyce, pubblicata nel 1991 dalla Eastgate Systems.
afternoon, a story è stato anche, primo esperimento nel suo genere, tradotto in Italiano. L'edizione italiana, curata da Walter Vannini, è stata pubblicata nel 1993 all'interno della collana Elettrolibri, una coedizione tra le case editrici Castelvecchi (Roma) e Synergon (Bologna), con il contributo tecnico del gruppo milanese Human Systems. L'opera, in doppio floppy per Macintosh e Windows, oltre alla versione italiana di afternoon, a story (curata da Walter Vannini, Filippo Soresi e Alearda Pandolfi) comprendeva anche una copia del primo ipertesto letterario italiano, Ra-Dio di Lorenzo Miglioli. I dischetti erano allegati a un libretto, che conteneva una "Inter(net)vista" a Michael Joyce (probabilmente il primo caso di intervista via Internet in Italia) e il testo completo di Ra-Dio.
Il primo romanzo ipertestuale ad essere pubblicato sul Web è stato, nel 1994, Delirium, di Douglas Cooper, che permetteva di navigare all'interno di quattro storie. Non molto dopo, nel 1997, Mark Amerika ha pubblicato Grammatron, una complessa opera più vicina all'arte multimediale che alla letteratura, che è stata anche esposta in varie gallerie d'arte.

## Narrativa ipertestuale in ebook
Con l'avvento degli ebook sono sorti i primi esempi di narrativa ipertestuale per ebook reader. Nel 2010 è nata la prima collana dedicata all'interactive fiction, Polistorie, per i tipi di Quintadicopertina. Tra gli scrittori Enrico Colombini (già autore della prima Avventura testuale italiana nel 1982), e Fabrizio Venerandi (autore del primo Multi User Dungeon italiano nel 1990).

## Terminologia inglese
Per identificare la narrativa ipertestuale in inglese sono utilizzate le locuzioni interactive fiction, non linear fiction e hypertext fiction. Per identificare la narrativa ipertestuale che comprende al proprio interno anche altri media (immagini, video, suoni) è stato coniato il termine hypermedia.